# Sojus TMA-11M
Sojus TMA-11M ist eine Missionsbezeichnung für den Flug des russischen Raumschiffs Sojus zur Internationalen Raumstation. Im Rahmen des ISS-Programms trägt der Flug die Bezeichnung ISS AF-37S. Es war der 37. Besuch eines Sojus-Raumschiffs an der ISS und der 143. Flug im Sojusprogramm.

## Besatzung

### Hauptbesatzung
- Michail Wladislawowitsch Tjurin (3. Raumflug), Kommandant, (Russland/Roskosmos)
- Richard Alan Mastracchio (4. Raumflug), Bordingenieur, (USA/NASA)
- Kōichi Wakata (4. Raumflug), Bordingenieur, (Japan/JAXA)

### Ersatzmannschaft
- Maxim Wiktorowitsch Surajew (2. Raumflug), Kommandant, (Russland/Roskosmos)
- Gregory Reid Wiseman (1. Raumflug), Bordingenieur, (USA/NASA)
- Alexander Gerst (1. Raumflug), Bordingenieur, (Deutschland/ESA)

## Missionsbeschreibung
Wie seit Sojus TMA-08M üblich, näherte sich das Raumschiff in nur sechs Stunden der ISS und koppelte um 10:27 UTC am Miniforschungsmodul Rasswet an. Mit an Bord war die Fackel, mit der das olympische Feuer am 7. Februar 2014 in Sotschi entzündet werden sollte. Damit die Fackel (noch ohne Feuer) rechtzeitig wieder zur Erde zurückgebracht werden konnte, startete Sojus TMA-11M noch während sich Sojus TMA-09M an der ISS befand. Damit waren zum ersten Mal seit Oktober 2009 wieder drei Sojus-Raumschiffe gleichzeitig an der ISS.
Sojus TMA-11M brachte drei Besatzungsmitglieder zur ISS, die nach dem Abflug von Sojus TMA-09M zusammen mit den Besatzungsmitgliedern von Sojus TMA-10M die ISS-Expedition 38 bildeten. Nach der Abkopplung von Sojus TMA-10M wechselte die Besatzung in die ISS-Expedition 39, mit Kōichi Wakata als Kommandant.
Am 13. Mai 2014 um 22:36 UTC koppelte Sojus TMA-11M mit Tjurin, Mastracchio und Wakata an Bord ab. Damit begann auf der ISS die Expedition 40 mit Steven Swanson als Kommandant. Die Landung erfolgte dann am 14. Mai um 1:58 UTC 148 km südöstlich von Scheskasgan bei 20 Grad Celsius und wolkenlosem Himmel in der Steppe Kasachstans.